# Peter Schiff (Anne Frank)
Peter Schiff (9 september 1926 - 31 mei 1945) is een jongen over wie Anne Frank in haar dagboek schreef en waarschijnlijk haar eerste jeugdliefde. Anne Frank en Peter Schiff leerden elkaar in 1940 op school kennen. Anne was toen elf, Peter dertien. Het werd een zomerliefde.
Pas drie en een half jaar later, op 7 januari 1944, kwam Peter voor het eerst in het dagboek voor. "Stomkop die ik ben, ik heb er heel niet aan gedacht dat ik je de geschiedenis van m'n grote liefde nooit verteld heb," schreef Anne, toen al anderhalf jaar ondergedoken in het Achterhuis. Anne was ook "stapelgek op zijn glimlach". "Ik zie ons nog hand in hand door de straten lopen," mijmerde ze. Haar koosnaampje voor hem is hier Petel.
Anne vervolgde: "Peter was een beeld van een jongen, groot, knap, slank, met een ernstig, rustig en intelligent gezicht. Hij had donker haar en prachtige bruine ogen, roodbruine wangen en een spitse neus. Vooral op zijn lach was ik dol, dan zag hij er zo kwajongensachtig en ondeugend uit."
De liefde was geen lang leven beschoren. Toen Peter verhuisde, verwaterde het contact. Anne en Peter zagen elkaar voor het laatst bij boekhandel Blankevoort, ze schrijft erover op 30 juni 1942. Peter groette haar. Anne: "Ik had er echt plezier in." In het gepubliceerde dagboek heet hij Peter Wessel.
Een jeugdvriend van Peter herkende hem na ruim 62 jaar uit dagboekfragmenten en had nog een pasfoto in een oud album. Hiermee kreeg Peter Schiff een gezicht in februari 2008. De jeugdvriend van Peter Schiff die de foto openbaar maakte, is Ernst Michaelis. Hij zat met Peter op school in Berlijn. Toen de ouders van Peter in 1939 naar Amsterdam vluchtten, namen de jongens afscheid met een foto en een laatste groet. "Een vriendschappelijke herinnering aan je vriend Lutz Peter Schiff," schreef Schiff (in het Duits) op een stukje papier. Het briefje verdween in een fotoalbum en bleef decennia op de plank liggen.
Michaelis las het dagboek van Anne Frank diverse keren en dacht dat de Peter die ze beschreef, misschien zijn oude jeugdvriend was. Na de dood van zijn vrouw in 2007 las Michaelis het dagboek nog een keer en wist hij na een speurtocht zeker dat Peter zijn vroegere vriend was.
De toen 81-jarige Ernst Michaelis heeft in 2008 de foto aan de Anne Frank Stichting overhandigd.
Door oude leerlingenlijsten van de scholen van Anne en Peter met elkaar te vergelijken kon de stichting met zekerheid zeggen dat Michaelis' vriendje de Peter in het dagboek van Anne Frank was. Naar alle waarschijnlijkheid is Peter omgekomen in een concentratiekamp, Bergen-Belsen of Auschwitz. Een exacte datum is niet bekend.